# Lehel (métro de Munich)
Lehel ((en allemand : U-Bahnhof Lehel) est une station de la section commune aux lignes U4 et U5 du métro de Munich. Elle est située sur la Thierschplatz et la  St.-Anna-Platz dans le quartier Lehel, secteur d'Altstadt-Lehel à Munich en Allemagne. Elle dessert de nombreuses galeries, musées, bureaux et administrations ainsi que toutes sortes d'entreprises.

## Situation sur le réseau

Plan du métro (2020).

Établie en souterrain, Lehel est une station du tronc commun à la ligne U4 et la ligne U5 du métro de Munich. elle est située entre la station Odeonsplatz en direction des terminus ouest : Westendstraße (U4) et  Laimer Platz (U5), et la station Max-Weber-Platz, en direction des terminus : Arabellapark (U4) et Neuperlach Süd (U5).
Elle dispose de deux quais latéraux qui encadrent les deux voies de la ligne du tronc commun U4 et U5.

## Histoire
La station Lehel est mise en service le 27 octobre 1988. La station se compose de deux plates-formes tubulaires reliées par deux passages transversaux. Elle est relativement profonde sous terre à cause de la proximité de l'Isar et est construite selon des techniques minières. En raison des musées à proximité, il y a des moulages de nombreuses sculptures sur les murs, qui furent éclairées avec des projecteurs spéciaux après l'inauguration. Il y a aussi des vitrines pour d'autres objets exposés dans les passages transversaux entre les tunnels de plate-forme. Les murs eux-mêmes sont revêtus de feuilles d'aluminium blanches encadrées de rubans argent mat. Cela crée une pièce très lumineuse avec la bande lumineuse centrale.

## Service des voyageurs

### Accueil
Elle dispose de deux accès sur la Thierschplatz et la  St.-Anna-Platz et un ascenseur qui permet l'accessibilité des personnes à la mobilité réduite.

Installations
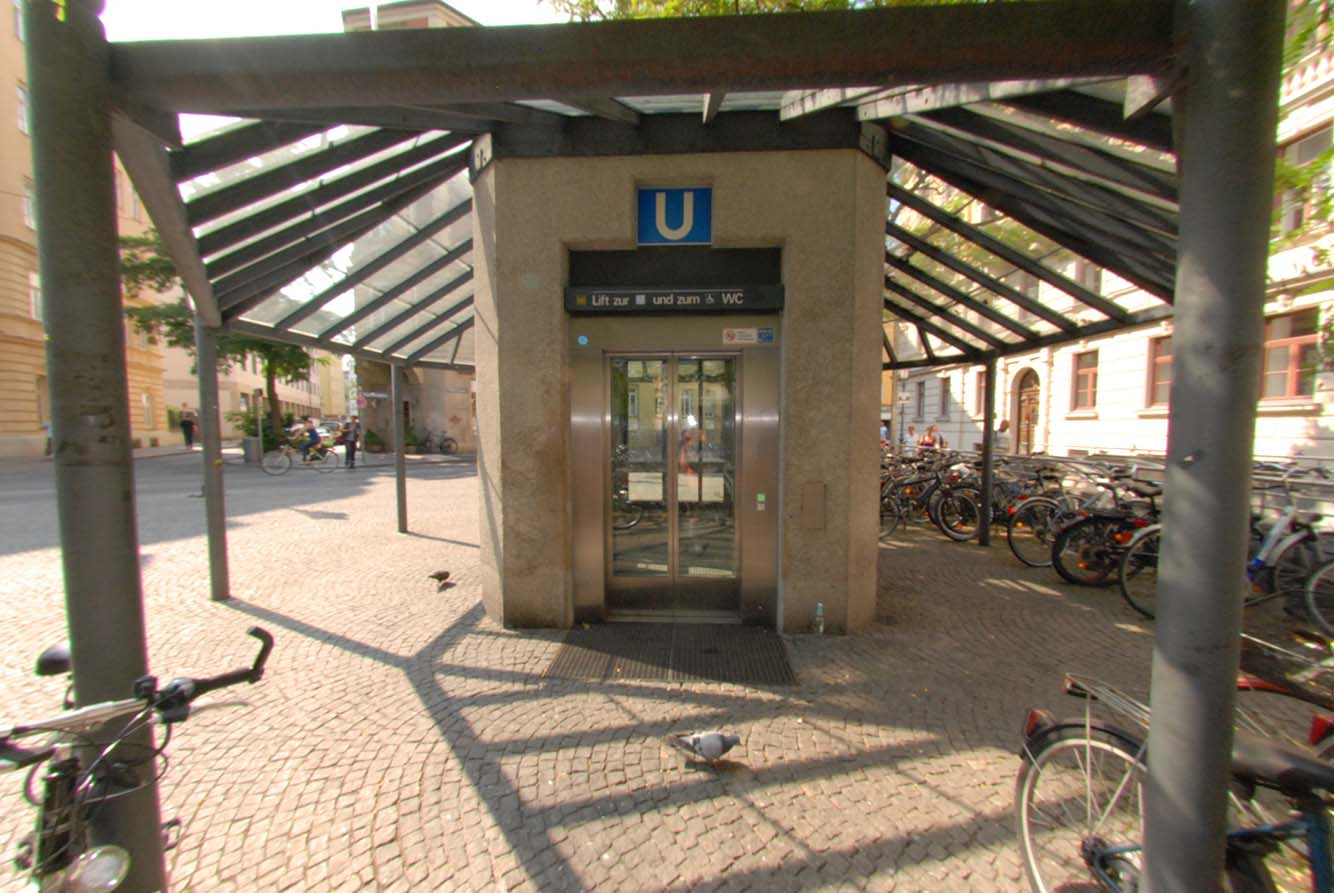
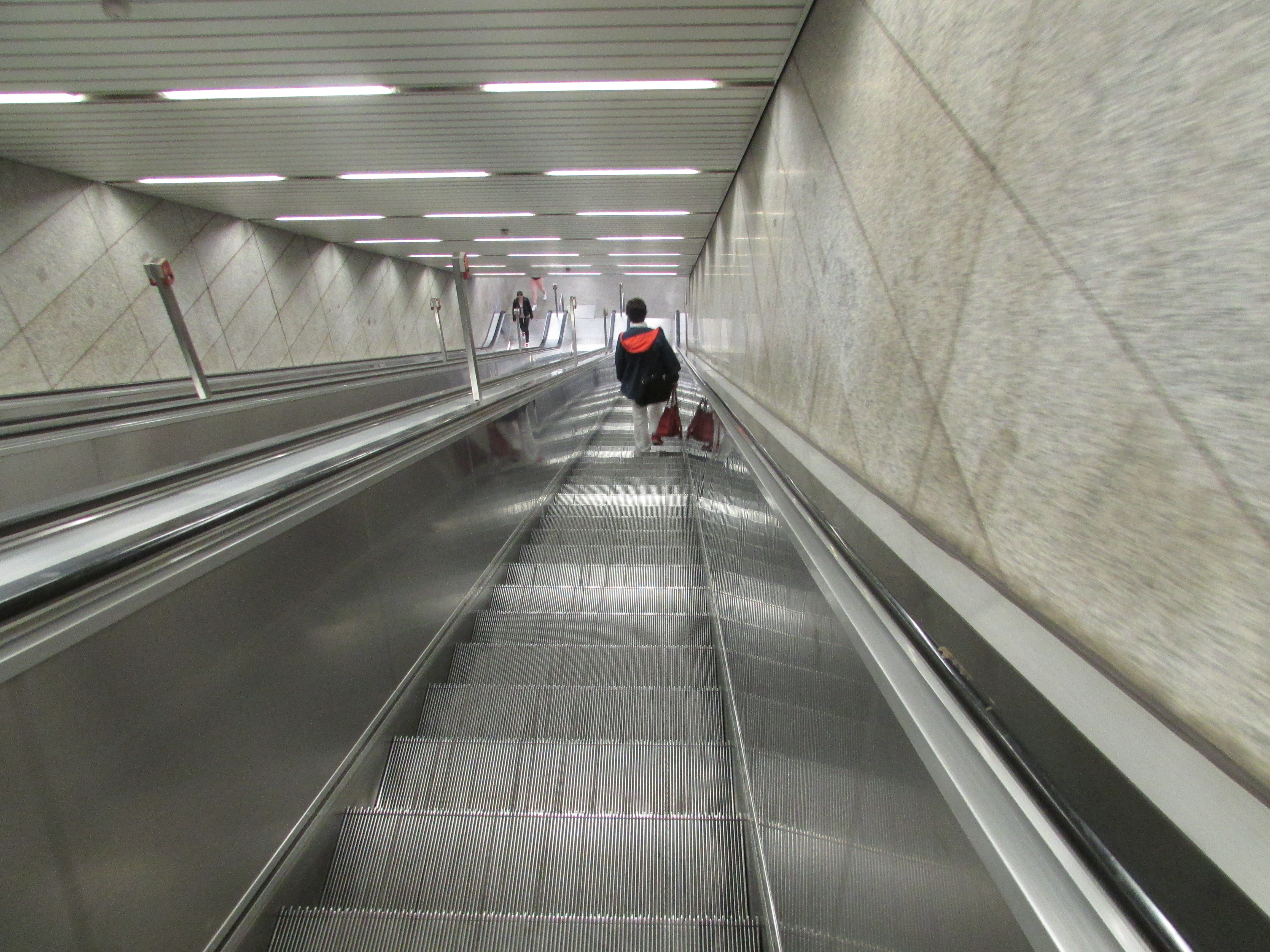

### Desserte
Lehel est desservie par les rames des lignes U4 et U5 du métro de Munich.

Installations et desserte
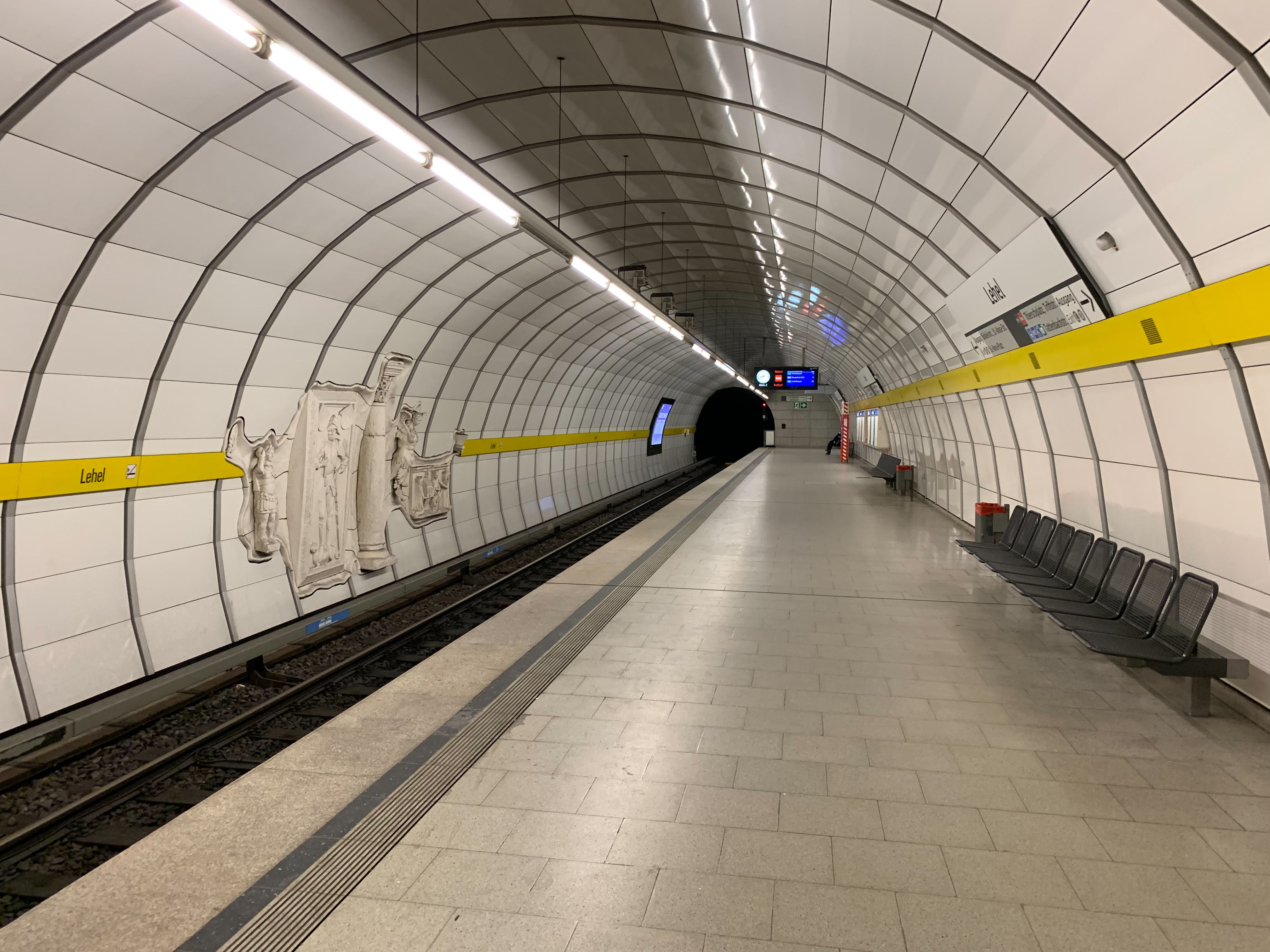
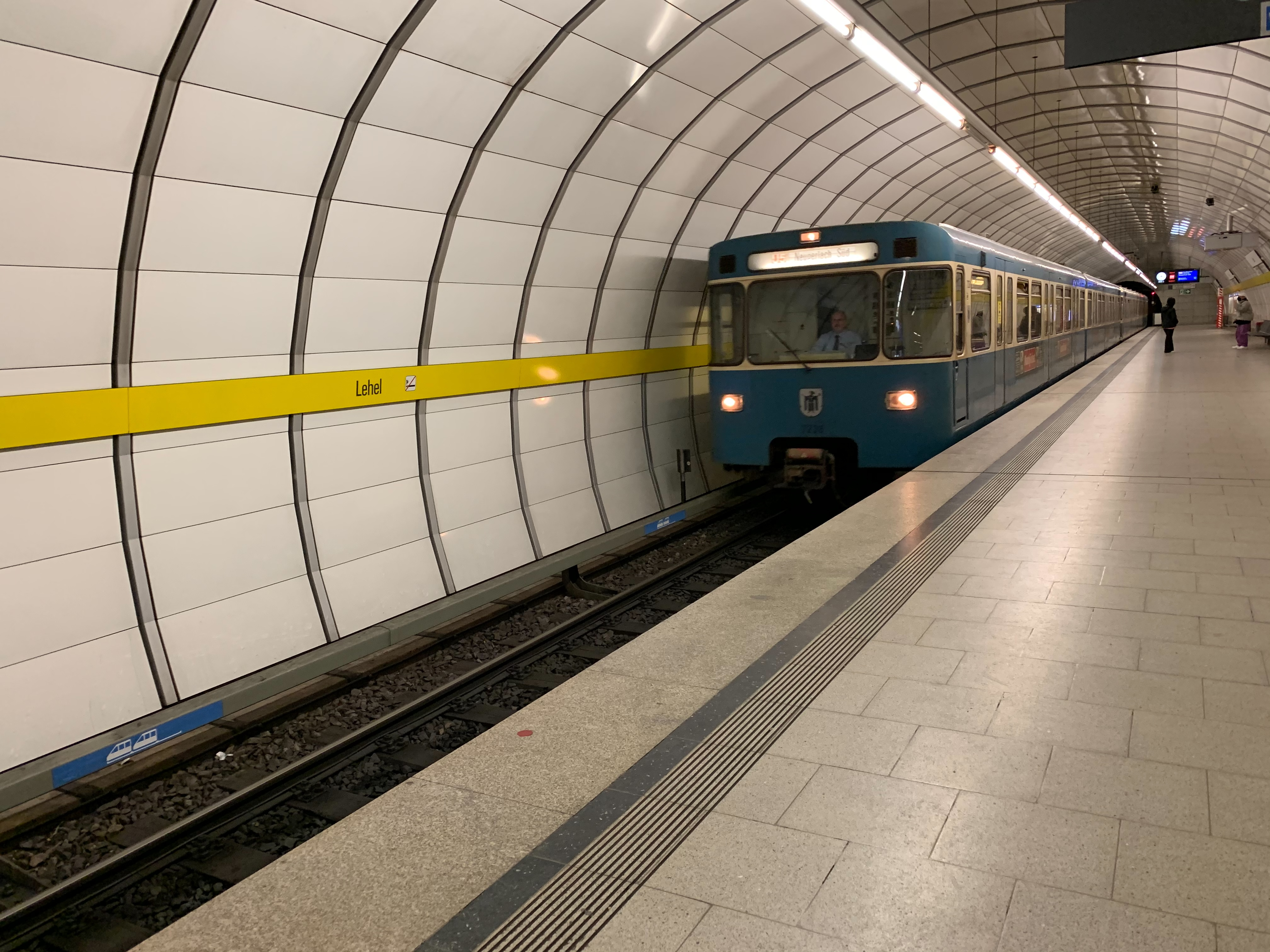
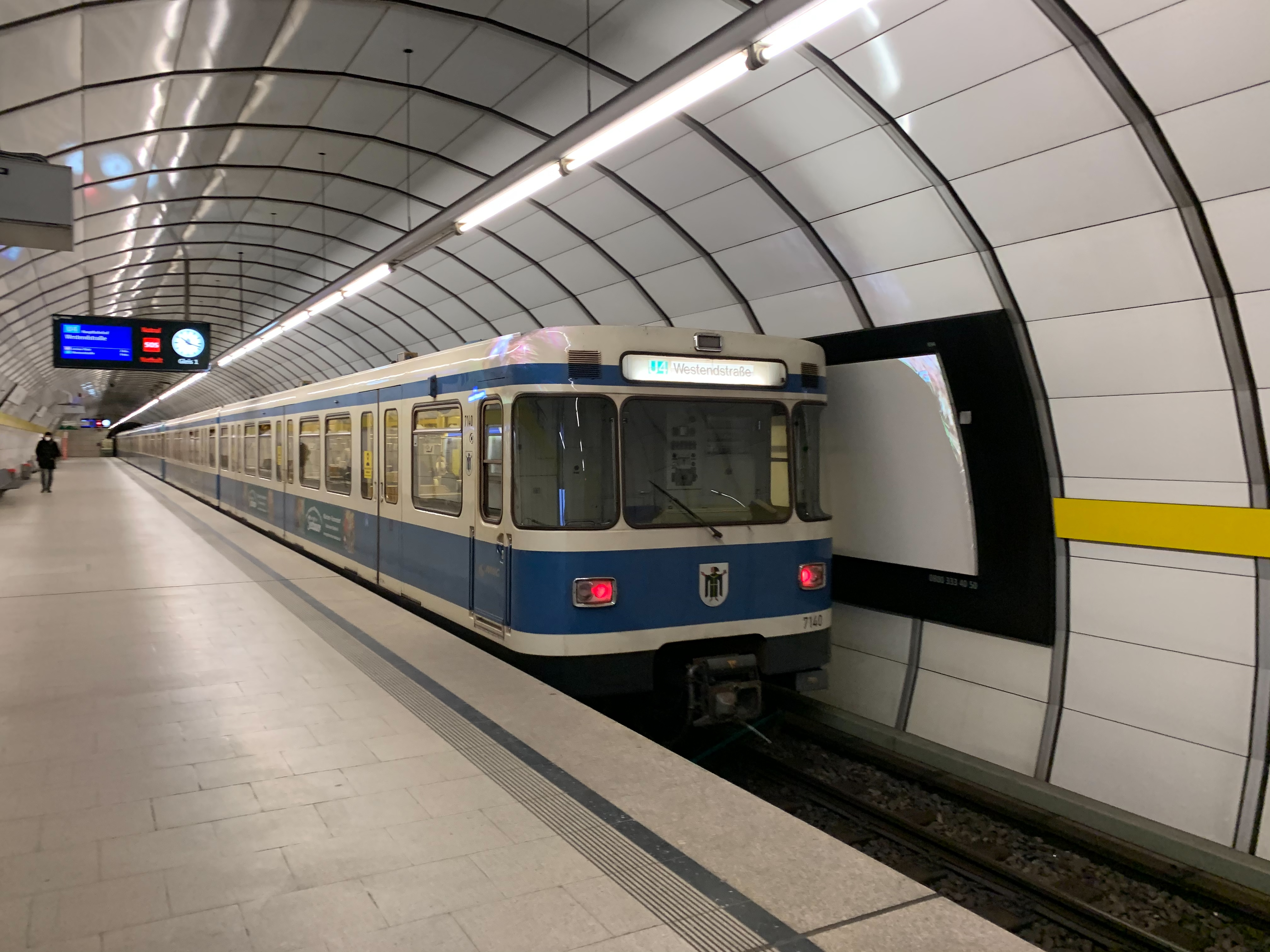

### Intermodalité
À proximité un arrêt du tramway de Munich est desservi par la ligne 16.